# World's Most Dangerous Roads
World's Most Dangerous Roads is een Brits televisieprogramma dat werd uitgezonden door de BBC op BBC Two. In Nederland werd het uitgezonden door omroep BNN op Nederland 3 en in België door Canvas. Het programma gaat over de gevaarlijkste wegen wereldwijd. Het programma werd tussen 4 september 2011 en 9 januari 2013 uitgezonden op BBC Two. 
Sinds 2016 bestaat er een Nederlandse spin-off van dit programma met dezelfde opzet, De gevaarlijkste wegen van de wereld.

## Inhoud
In iedere aflevering proberen twee bekende mensen in een auto met een vierwielaandrijving een route te rijden over een weg met gevaarlijke uithoeken, bochten of onverharde gronden.

## Afleveringen
| Seizoen   | Auto                | Persoon 1       | Persoon 2         | Gebied                           | Uitzenddatum      |
| --------- | ------------------- | --------------- | ----------------- | -------------------------------- | ----------------- |
| Seizoen 1 |                     |                 |                   |                                  |                   |
| 1         | Ford Super Duty     | Sue Perkins     | Charley Boorman   | Alaska                           | 4 september 2011  |
| 2         | Nissan Patrol       | Rhod Gilbert    | Greg Davies       | Nepal                            | 11 september 2011 |
| 3         | Toyota Fortuner     | Hugh Dennis     | Ben Fogle         | Peru                             | 18 september 2011 |
| Seizoen 2 |                     |                 |                   |                                  |                   |
| 1         | Nissan Safari       | Ed Byrne        | Andy Parsons      | Siberië (de Kolyma)              | 8 juli 2012       |
| 2         | Toyota Land Cruiser | Sue Perkins     | Liza Tarbuck      | Ho Chi Minh-weg                  | 15 juli 2012      |
| 3         | Toyota Land Cruiser | Hugh Dennis     | David Baddiel     | Ethiopië                         | 22 juli 2012      |
| Seizoen 3 |                     |                 |                   |                                  |                   |
| 1         | Ford Everest        | Angus Deayton   | Mariella Frostrup | Madagaskar                       | 27 december 2012  |
| 2         | Nissan Pathfinder   | Hugh Bonneville | Jessica Hynes     | Georgië (Abanopas)               | 28 december 2012  |
| 3         | Lexus LX            | Phill Jupitus   | Marcus Brigstocke | Bolivia (El Camino de la Muerte) | 9 januari 2013    |